# Ilya Mikhaïlovitch Douka
Le baron Ilya Mikhaïlovitch Douka (en russe : Илья Михайлович Дука), né en 1768 et mort en 1830, descendant d'une famille noble d'origine serbe habitant dans la région de Koursk, est un Général-Lieutenant de cavalerie russe de la 3e division de cuirassiers.

## Biographie
Ilia Mikhaïlovitch Douka est issu d'une famille serbe émigrée en Russie, établie dans le gouvernement de Koursk. En mai 1776, il s'engage dans l'infanterie à Chlisselbourg (anciennement Nöteborg) près de Saint-Pétersbourg. En 1783, il combat contre des confédérés polonais aux côtés de l'armée impériale russe et il est promu aide de camp du général-major Ivan Shevich.
Ilia Mikhaïlovitch Douka participe à la campagne russo-turque entre 1788-1789 puis est muté au régiment de cavalerie d'Ostrogojsk en 1790. Au cours de l'insurrection polonaise menée par Tadeusz Kościuszko en 1794, Ilia Mikhaïlovitch Douka se distingue en capturant le général polonais Warwzhewsky et ses officiers. Pour ce fait héroïque de guerre, il est promu  major (lieutenant-colonel). En octobre 1799, il est promu au grade de colonel et muté au régiment de la Life Guard Regiment of Russian Imperial.
Le 23 octobre 1806, Douka est nommé brigadier-général (général de brigade) du régiment de cuirassiers de la Russie impériale. Il se distingue à la bataille d'Eylau le 8 février 1807 entre l’Empire russe et l’Empire français de Napoléon Ier. Il est décoré de l'ordre de Saint-Georges (3e classe) et d'une épée d'or de la bravoure. Il est promu major-général (général de division) le 6 juin 1807. En 1812, Douka commande la 2e brigade de la division de cuirassiers. Pour ses actions à Smolensk et Borodino, il reçoit l'ordre de Sainte-Anne (1re classe) à la bataille de Winkowo ou bataille de Taroutino, victoire remportée le 18 octobre 1812 par l'armée russe commandée par Mikhaïl Koutouzov et l'ordre de Saint-Vladimir (2e classe) à la bataille de Maloyaroslavets qui eut lieu le 24 octobre 1812. Le 27 septembre 1813, il est  promu lieutenant-général. À la bataille de Leipzig (16-19 octobre 1813), aussi appelée la bataille des Nations, il est blessé à la tête.
En 1814, il  participe avec les forces de la coalition à l'invasion de la France au crépuscule de l'Empire napoléonien entre novembre 1813 et janvier 1814. Il combat avec bravoure les forces françaises qui se retirent sans gloire du Rhin à la Marne. Le baron Ilia Mikhaïlovitch Douka se distingue avec sa division et aux côtés de Joseph Radetzky lors de plusieurs batailles dans la région de Langres et de Chaumont, ce qui lui vaut la décoration de ordre de l'Aigle rouge prussien et Grand-croix de l'ordre impérial de Léopold d'Autriche.
Après ces diverses campagnes françaises, il retourne en Russie. Le tsar lui confie le commandement de la 2e division de cuirassiers puis en septembre 1823 le commandement du 2e corps de cavalerie de réserve. En septembre 1826, il est promu général et se retire le 17 février 1827 pour raison de santé. Il décède le 28 février 1830.

## Distinctions
- Ordre de Saint-Georges (3e classe)
- Épée d'or avec l'inscription « Pour bravoure »
- Ordre de Saint-Vladimir (2e classe)
- Ordre de l'Aigle rouge prussien
- Grand-croix de l'Ordre impérial de Léopold autrichien

## 3edivisionde cuirassiers
La 3e division de cuirassiers est, en 1813, composée comme il suit :
- 1re Brigade – "Generalmajor" Gudovich
- Régiment de Cuirassiers St George (4)escadrons
- Régiment de Cuirassiers Petite Russie (4)escadrons
- 2e brigade – "Generalmajor" comte Levaschoff.
- Régiment de Cuirassiers Starodub (4)escadrons
- Régiment de Cuirassiers Novgorod (4)escadrons
- Batterie à cheval no 3 (12 canons)